# Liste der Naturdenkmale in Gerlingen
| Naturdenkmale | Anzahl |
| ------------- | ------ |
| FND           | 8      |
| END           | 3      |
| Gesamt        | 11     |

Die Liste der Naturdenkmale in Gerlingen nennt die verordneten Naturdenkmale (ND) der im baden-württembergischen Landkreis Ludwigsburg liegenden Gemeinde Gerlingen. In Gerlingen gibt es insgesamt elf als Naturdenkmal geschützte Objekte, davon acht flächenhafte Naturdenkmale (FND) und drei Einzelgebilde-Naturdenkmale (END).
Stand: 30. Oktober 2016.

## Flächenhafte Naturdenkmale (FND)
| Name                                       | Bild | Kennung     | Einzelheiten | Position | Fläche Hektar | Datum        |
| ------------------------------------------ | ---- | ----------- | ------------ | -------- | ------------- | ------------ |
| Bruchwald im Krummbachtal                  | BW   | 81180190010 | Gerlingen    | ⊙        | 1,0           | 7. Juli 1989 |
| Drei Weiher und Umgebung im Krummbachtal   | BW   | 81180190007 | Gerlingen    | ⊙        | 2,6           | 7. Juli 1989 |
| Ehemaliger Steinbruch im Krummbachtal      | BW   | 81180190008 | Gerlingen    | ⊙        | 5,0           | 7. Juli 1989 |
| Feldgehölze im „Grimmle“                   | BW   | 81180190002 | Gerlingen    | ⊙        | 0,1           | 7. Juli 1989 |
| Feuchtgebiet beim Krummbachtal             | BW   | 81180190009 | Gerlingen    | ⊙        | 1,8           | 7. Juli 1989 |
| Feuchtgebiet „Seewiesen“                   | BW   | 81180190001 | Gerlingen    | ⊙        | 0,7           | 7. Juli 1989 |
| Geologischer Aufschluß an der Alten Steige | BW   | 81180190005 | Gerlingen    | ⊙        | 1,1           | 7. Juli 1989 |
| Teich im Bannwald und Umgebung             | BW   | 81180190006 | Gerlingen    | ⊙        | 0,4           | 7. Juli 1989 |
| Legende für Naturdenkmal                   |      |             |              |          |               |              |

## Einzelgebilde (END)
| Name                     | Bild | Kennung     | Einzelheiten | Position | Fläche Hektar | Datum        |
| ------------------------ | ---- | ----------- | ------------ | -------- | ------------- | ------------ |
| 1 Bergahorn              | BW   | 81180190011 | Gerlingen    | ⊙        | 0,0           | 7. Juli 1989 |
| 1 Birnbaum               | BW   | 81180190003 | Gerlingen    | ⊙        | 0,0           | 7. Juli 1989 |
| 1 Birnbaum               | BW   | 81180190004 | Gerlingen    | ⊙        | 0,0           | 7. Juli 1989 |
| Legende für Naturdenkmal |      |             |              |          |               |              |